# Sapin rouge
Abies magnifica
Espèce
Classification phylogénétique
Statut de conservation UICN

 LC  : Préoccupation mineure
Le sapin rouge (Abies magnifica) est un conifère qui pousse dans l'ouest de l'Amérique du Nord et qui vient des montagnes du sud-ouest de l'Oregon et de la Californie aux États-Unis. Il s'agit d'un arbre à feuilles persistantes qui s'élève à 40/60 mètres de hauteur et dont le tronc mesure environ deux mètres de diamètre. Les individus les plus grands mesurent jusqu'à 76 mètres. Les aiguilles mesurent 2 à 3,5 cm de long. Les cônes poussent verticalement et mesurent entre 9 et 21 cm.
La sapin rouge pousse dans les milieux de haute altitude, généralement entre 1 400 et 2 700 mètres. Son nom provient de la couleur que prend le tronc lorsque l'arbre vieillit.
On distingue deux ou trois variétés :
- Abies magnifica var. magnifica
- Abies magnifica var. shastensis

Le sapin rouge ressemble beaucoup au sapin noble (Abies procera), que l'on trouve plus au nord, dans la chaîne des Cascades par exemple.

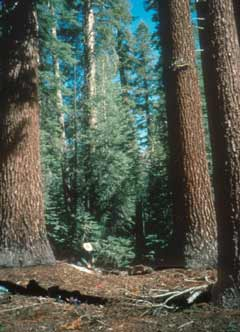
Le tronc rouge dAbies magnifica